# بلاستر (أنمي)
بلاستر أو عالم بلاستر (باليابانية: 冒険遊記プラスターワールド، بالروماجي: Bōken Yūki Purasutā Wārudo, lit) (بالإنجليزية: Pluster World)‏ مسلسل أنمي تلفزيوني من إنتاج استوديو آكتيس، عُرض لأول مره في 3 أبريل 2003 واستمر حتى 25 مارس 2004. تمت دبلجة المسلسل للغة العربية بواسطة مركز الزهرة وعرض على قناة سبيس تون.

## القصة
تدور احداث المسلسل حول عالم مسالم يدعى بلاستر وبسبب بعض الوحوش تم نقض السلام وأصبح يعيش في فوضى عارمة وخرجت بعض وحوش البلاستر المسالمة إلى عالم البشر وأخذت تحارب جنباً إلى جنب مع البشر ضد الوحوش الشريرة.
وعندما يندمج وحش البلاستر مع البشر يصبح أقوى وبذلك يستطيع إيقاف الشر الذي يحاول دائماً تدمير عالم بلاستر المسالم.

## روابط خارجية
- بلاستر على موقع IMDb (الإنجليزية)
- بلاستر على موقع ANN anime (الإنجليزية)